# Guararé (huyện)
Huyện Guararé là một huyện (distrito) thuộc tỉnh Los Santos ở Panama. Theo điều tra dân số năm 2000, huyện này có dân số 9485 người. Huyện Guararé có diện tích 216 km². Huyện lỵ đóng tại Guararé.